# Dominique Gentil
Dominique Gentil, né le 18 mai 1988 à Ivry-sur-Seine en France, est un joueur professionnel français de basket-ball évoluant aux postes d'ailier et d'ailier fort.
Spécialiste du basket 3x3 Il est le joueur le plus titré de l’histoire de la Superleague 3x3 depuis sa création en 2012. Il a remporté l’Open de France à quatre reprises, en 2015, 2016, 2018 et 2019.
Avec 40 sélections, il est le joueur le plus capé de l’équipe de France de basket 3x3, et également le meilleur marqueur de l’histoire des Bleus dans cette discipline, avec un total de 220 points inscrits.
Sur la scène internationale, il a remporté la médaille de bronze lors de la Coupe du monde 3x3 en 2017, et a été vice-champion d’Europe en 2019.
Il est surnommé « Mister Nice » dans le monde du basket 3x3, en référence à sa gentillesse mais aussi a son nom de famille.

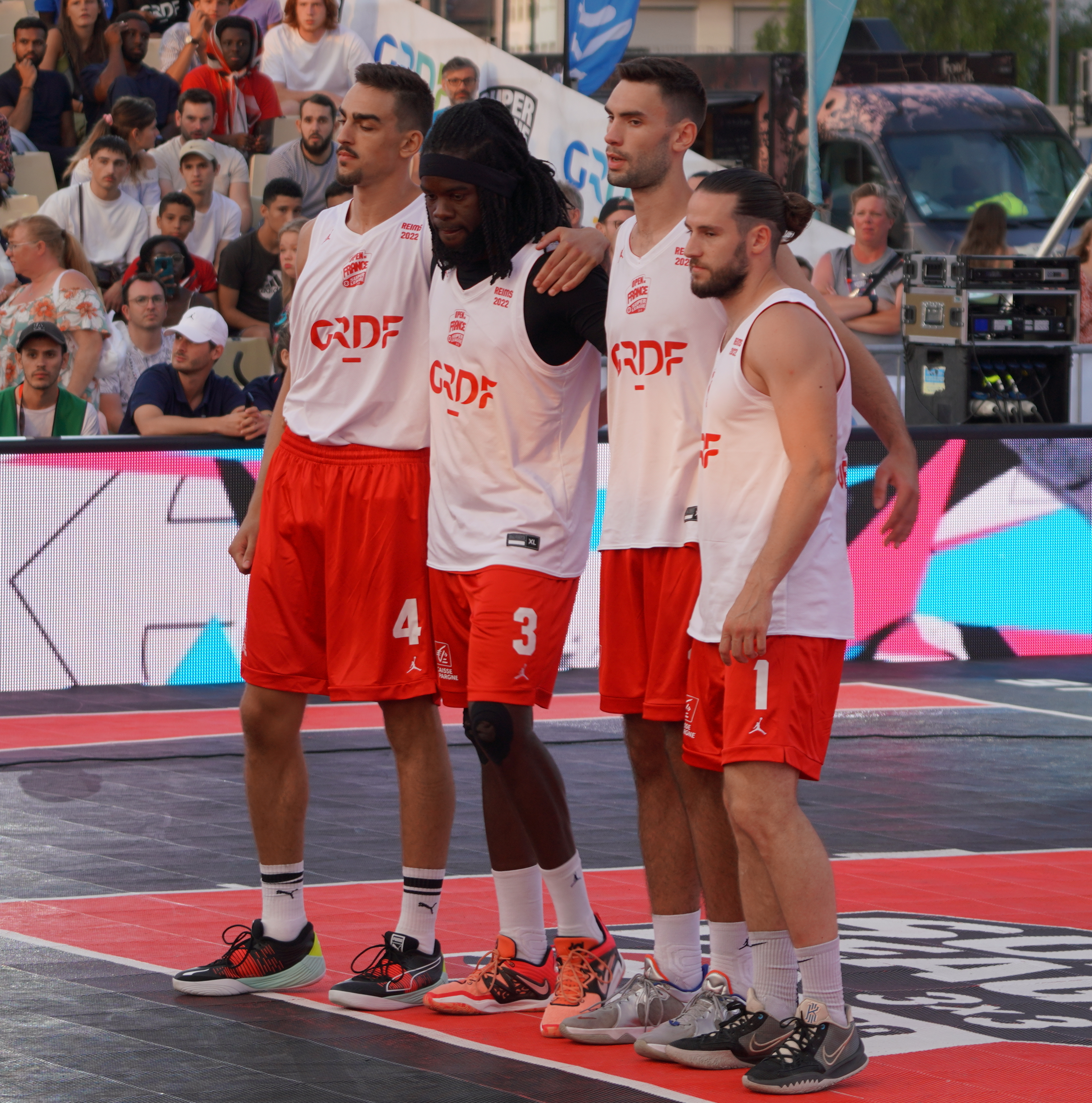
En 2022 avec son équipe de basket-ball 3×3, de gauche à droite : Léopold Cavalière, Gentil, Lucas Dussoulier et Hugo Suhard.

## Clubs successifs
- 2008-2009 :  SIG Strasbourg (Pro A)
- 2009-2010 :  CS Autun (NM1)
- 2010-2012 :  Wasselonne (NM2)
- 2012-2015 :  Rueil AC (NM1)
- 2015-2016 :  Nantes BH (Pro B)
- 2016-2020 :  Vendée Challans (NM1)
- 2020-2022 :  Le Havre (NM1)
- 2022-2023 :  ABBR Berck (NM1)
- 2023-2024 : Djeddah KSA (3x3 World tour)